# АЗК-7
АЗК-7 «Мезотрон» (Індекс ГРАУ — 1Б33) — радянський/український автоматизований звукометричний комплекс пасивної дії, який призначений для виявлення координат вогневих позицій артилерії противника. Комплекс розроблений у Спеціальному конструкторському бюро «Молнія» в місті Одеса у середині 1980-х роках.

## Технічний опис
Комплекс складається з трьох базних пунктів (системи С1) і одного центрального пункта (система С2), об'єднаних в єдину систему технічного і службового радіо- і дротового зв'язку. Кожна система розміщена на автомобілі підвищеної прохідності ЗіЛ-131 з кузовом-фургоном типу К4.131. Системи С1 приймають акустичні сигнали, роблять їх первинну обробку й отриману інформацію передають до системи С2, де проводиться її вторинна обробка з видачею кінцевого результату (тобто координат цілей). За допомогою засобів зв'язку систем отримані дані можуть бути передані за призначенням.
Електроживлення комплексу здійснюється однофазовою змінною напругою 220 В від автономного джерела або від мережі 220 В, або акумуляторних батарей типу 6СТ-90 напругою 24 В при русі і на зупинці з автоматичним перемиканням джерела живлення. Потужність, яка споживається від мережі змінного струму системою С1, становить 800 ВА, а системою С2 — 2000 ВА.
В системах С1 є
- комплект апаратури топогеодезичної прив'язки базного пункту на місцевості;
- комплект приладів первинної обробки інформації зі 100 % холодним резервом;
- комплект пристроїв службового зв'язку як по лінії, так і по радіо;
- комплект пристроїв технічного зв'язку по дротовій лінії чи по радіозв'язку з автоматичним переходом з режиму «лінія» в режим «радіо» і навпаки, при цьому передача інформації в режимі «радіо» має 100 % холодний резерв;
- чотири джерела автономного живлення;
- два пристрої перетворення і розподілу живлення апаратури;
- прилади нічного бачення, радіаційної і хімічної розвідки;
- автономна система життєзабезпечення.

В системі С2 є
- обчислювальний комплекс вторинної обробки інформації;
- друкувальний пристрій;
- комплект пристроїв прийому інформації по дротовій лінії чи радіозв'язку з автоматичним переходом з режиму «лінія» у режим «радіо» і навпаки, при цьому режим «радіо» має 100 % холодний резерв;
- автономна метеостанція з пристроєм автоматичного введення даних в ЕОМ;
- прилади нічного бачення, радіаційної і хімічної розвідки;
- п'ять джерел автономного живлення;
- два пристрої перетворення і розподілу живлення апаратури;
- автономна система життєзабезпечення.

## Призначення
Комплекс АЗК-7 забезпечує виконання таких завдань:
- визначення прямокутних координат цілей, які здійснюють залпи, у заданій смузі розвідки;
- пристрілювання цілі, розвіданих комплексом чи іншими засобами розвідки;
- контроль стрільби на ураження
- засікання звукових реперів для перенесення вогню на ціль;
- одночасне ведення розвідки й обслуговування стрільби своєї артилерії.

## Принцип роботи
Визначення акустичного (теплового репіру) сигналу, який виникає при пострілі вогнепальної зброї, використовується в артилерії для визначення місце знаходження гармат противника. В його основі лежить не тільки метод Миколи Альбертовича Бенуа (1909 р.) — визначення розташування джерела звуку за різницею часу приходу на просторово розподілені акустичні приймачі, а й метод перетворення. Цей принцип використовується в автоматизованих акустичних комплексах АЗК-7 і АЗК-5.
Комплекс забезпечує обслуговування стрільби як одної батареї, так і дивізіону. Комплекс розгортається в бойовому порядку на відстані 2-3 км від свого переднього краю. Робота комплексу забезпечується в умовах зараження місцевості ОР чи БРР.
Ширина смуги розвідки — 12-15 км;
Площа району розвідки — 300 км²
Дальність розвідки:
- артилерійських гармат — 16-20 км;
- мінометів — 8 км.

Точність визначення вогневих позицій — 0,8 % від дальності розвідки і 0-05 поділок кутоміра у напрямку.
Середня кругова інструментальна похибка при визначенні координат цілі становить не більше 15 м на дальності 8 км.
Максимальна пропускна здатність — 8 цілей за хвилину.
Час обробки і документування інформації — 10 сек.
Є автономна апаратура топоприв'язки й автономна метеостанція.
Є можливість автоматичного введення метеоданих.
Середній час розгортання комплексу на місцевості з моменту прибуття до готовності до бойової роботи:
- при організації зв'язку по радіо — 25 хв.;
- при організації дротового зв'язку (з урахуванням часу на прокладання кабелю) — 2 год.

Середній час згортання комплексу — 10 хв.
Час безперервної роботи комплексу — 24 год.
Технічний і службовий дротовий зв'язок між базними пунктами і центральним пунктом (внутрішній зв'язок) здійснюється по дводротовій лінії довжиною до 9 км. Дальність внутрішнього технічного зв'язку по радіоканалам — до 6 км, внутрішнього службового зв'язку по радіоканалам — до 12 км на зупинці і до 1 км у русі, зовнішнього зв'язку по радіоканалам — до 20 км.

## Переваги та недоліки
Перевагою автоматизованих звукометричних комплексів є те, що в їх основу був закладений пасивний принцип дії, завдяки чому АЗК-5 і АЗК-7 під час визначення координат вогневих засобів противника не випромінюють власних сигналів, які могли б демаскувати «робочі» позиції комплексів детекторним системам противника. Таким чином комплекси залишаються непомітними, що запобігає ризику потрапляння під вогонь ворожих засобів ураження.
Недоліком принципів, закладених в автоматизованих звукометричних комплексах АЗК-5 і АЗК-7, є нездатність їх використання для наведення високоточної зброї (ВТЗ), так як він дозволяє тільки визначати розташування вогневих засобів противника. Для коригування траєкторії випущеного снаряду інформації, отриманої від цих комплексів, недостатньо, так як вони, з одного боку, знаходяться досить далеко від цілі (що знижує точність визначення координат) і, з іншого боку, у них відсутній функціональний зв'язок з цим снарядом. Крім того, ці комплекси характеризуються обмеженою живучістю, що обумовлено необхідністю участі особового складу у трудомісткій і небезпечній операції встановлення звукоприймачів в зоні, наближеної до території противника. В умовах локальних конфліктів, за відсутністю чітких меж території, зайнятих противником, і застосування противником зброї відносно невеликого калібру (міномети, стрілецька зброя), використання автоматизованих звукометричних комплексів малоефективне і може призвести до невиправданих втрат особового складу.

## На озброєнні
- Україна: Комплекси АЗК-7 і АЗК-7М досі стоять на озброєння РВіА СВ ЗС України[4][5].
- Росія: Станом на 2012 рік комплекси «Мезотрон» стоять на озброєнні РВіА СВ ЗС РФ[6].

## Модифікації

### Положення-2
- Казенне підприємство "Спеціальне конструкторське бюро «Молнія» (КП СКБ «Молнія»), яке входить до складу Державного концерну «Укроборонпром» м. Одеса розробило поліпшену версію створеного в КБ ще за радянських часів комплексу АЗК-7 — розвідувальний автоматизований звукометричний комплекс (РАЗК), що отримав для українського споживача назву «Положення-2». Як й іноземні аналоги, комплекс призначений для розвідування вогневих позицій артилерійських гармат і мінометів супротивника, а також для визначення даних для коригування стрільби як однієї батареї, так і дивізіону своєї артилерії. Комплекс ідеально підходить для визначення координат позицій мінометів, артилерійських гармат, реактивних систем залпового вогню «Град».

- Комплекс є модульним і може встановлюватися на будь-який транспортний засіб (легковий автомобіль, МТЛБ тощо). Все необхідне обладнання для обробки даних розміщено всередині комплексу. Для нормального функціонування комплекс обладнаний автономним електрогенератором. Як резервний засіб живлення використовується комплект акумуляторних батарей. Точна доставка комплексу на задану позицію забезпечується супутниковою навігацією GPS/GLONASS. Кабелі-мікрофони під час руху розміщуються всередині транспортного засобу. 
Робоче місце оператора обладнане комп'ютером, модулем внутрішнього зв'язку, пристроєм автоматичної обробки даних, метеостанцією. Робоче місце командира містить комп'ютер і принтер для друку розрахованих координат.

## Бойове застосування

### Російсько-українська війна
Відомо, що під час війни на Донбасі Збройні сили України використовували автоматизовані звукометричні комплекси АЗК-7.